# Emoia oribata
Emoia oribata este o specie de șopârle din genul Emoia, familia Scincidae, descrisă de Brown 1953. Conform Catalogue of Life specia Emoia oribata nu are subspecii cunoscute.